# Crêt de la Neuve
Der Crêt de la Neuve ist ein Bergrücken im Schweizer Jura. Der Gipfel, der eine Höhe von 1495 m ü. M. erreicht, liegt oberhalb der Ortschaft Saint-George im Kanton Waadt, rund 15 km nördlich der Stadt Nyon. Das Gebiet des Crêt de la Neuve gehört zum Parc jurassien vaudois.
Der Crêt de la Neuve ist Teil der vordersten Jurakette, die sich in Richtung Südwest-Nordost von Saint-Cergue über den Passübergang des Col du Marchairuz bis zum Mont Tendre erstreckt. Begrenzt wird der Höhenrücken im Nordwesten von der Combe des Amburnex, einer Längsmulde im Hochjura. Nach Südosten fällt der Bergrücken allmählich gegen das Genferseebecken ab, wobei hier dem Jurafuss die Hochflächen (rund 800 m ü. M.) oberhalb der Waadtländer Côte vorgelagert sind. Nach Nordosten leitet ein langer Kamm, der stets mindestens 1400 m hoch ist zum Mont Tendre über. Gegen Südwesten senkt sich der Kamm langsam ab und endet am Tal des Ruisseau de la Combe, einem Quellbach der Serine im Einzugsgebiet der Promenthouse. Der Crêt de la Neuve ist fast bis zum Gipfel bewaldet.
In strukturgeologischer Hinsicht bildet der Crêt de la Neuve eine Antiklinale des Faltenjuras. Der Berggipfel besteht aus kompetentem Kalkstein der jüngeren Jurazeit (Malm), hauptsächlich aus Kalken des Portlandien, die vor rund 140 Millionen Jahren in einem tropischen Flachmeer abgelagert und ab dem späten Miozän mit der Entstehung des Juragebirges aufgefaltet wurden. Aufgrund des Kalksteins sind hier Karstphänomene wie Dolinen und Karrenfelder zu beobachten. Am Osthabhang des Crêt de la Neuve befindet sich die Glacière de Saint-George, eine der wenigen Eishöhlen im Jura.